# Guitares et bagarres
Pour plus de détails, voir Fiche technique et Distribution.
Guitares et bagarres (The Main Attraction) est un film britannique réalisé par Daniel Petrie, sorti en 1962.

## Fiche technique
- Titre français : Guitares et bagarres[1]
- Titre original : The Main Attraction
- Réalisation : Daniel Petrie
- Scénario : John Patrick
- Photographie : Geoffrey Unsworth
- Musique : Andrew Adorian
- Production : John Patrick et Abe Steinberg
- Pays d'origine : Royaume-Uni
- Genre : drame
- Date de sortie : 
  - Royaume-Uni : 25 octobre 1962
  - France : 5 mai 1966

## Distribution
- Pat Boone : Eddie
- Nancy Kwan : Tessa
- Mai Zetterling : Gina
- Yvonne Mitchell : Elenora Moreno
- Kieron Moore : Ricco Moreno
- John Le Mesurier : Bozo
- Carl Duering (non crédité) : Chauffeur de bus